# Línea 121 (Tucumán)
La Línea 121 es una línea de colectivos interurbana operada por T.A. Ciudad de Alderetes S.R.L. Esta conecta las localidades de San Miguel de Tucumán con Alderetes del Gran San Miguel de Tucumán y el Aeropuerto Internacional Benjamín Matienzo en uno de sus ramales.

## Recorrido

### Ramal Alderetes[1][2][3]
Av. Independencia, Av. Avellaneda, Guatemala, Av. San Martín Oeste, Av. Benjamín Aráoz, Pacará, Av. Soldati, Cuba, Av. Avellaneda, Av. Sáenz Peña, Bolívar, Frías Silva, Av. Roca, Pellegrini, Lavalle, Av. Sáenz Peña, Av. Benjamín Aráoz, Terminal de Ómnibus, Av. Bdo. Terán, Av. Benjamín Aráoz, Av. San Martín Oeste, Av. Independencia, Av. Eva Perón, Av. Rivadavia, P. de Constant, Juan B. Terán, Lamadrid, P. M. Aráoz, Independencia.

### Ramal Aeropuerto[4]
Bolívar, Av. General Roca, Pellegrini, Lavalle, Av. Sáenz Peña, Av. Benjamín Aráoz, Av. San Martín, Av. Independencia, Av. Eva Perón, Autopista Presidente Juan Domingo Perón, Aeropuerto Internacional Teniente Benjamín Matienzo.

## Lugares de Interés
- Parque 9 de julio
- Terminal de Ómnibus de San Miguel de Tucumán
- Plaza San Martín
- Plaza Los Decididos de Tucumán
- Estadio La Ciudadela
- Plaza Belgrano
- Hospital Padilla